# Aleksandr Petrovič Sumarokov
Aleksandr Petrovič Sumarokov in russo Александр Петрович Сумароков? (San Pietroburgo, 25 novembre 1717 – Mosca, 12 ottobre 1777) è stato un poeta e drammaturgo russo.
Fu uno degli esponenti russi del neoclassicismo e fra i padre del teatro classico in Russia. Scrisse fra l'altro liriche d'amore, elegie, romanze, odi, favole ed epigrammi.

## Biografia
Nacque a San Pietroburgo nel 1717 da una famiglia benestante di Mosca.
Conclusi gli studi intorno al 1740, ricoprì incarichi di prestigio nelle alte sfere amministrative, al servizio di tre diversi capi russi: infatti, lavorò dapprima sotto la zarina Anna I di Russia, per un breve periodo fu nelle mani di Ivan VI; quindi, si adoperò per più di un decennio al seguito dell'imperatrice Elisabetta di Russia, nelle vesti del direttore del primo teatro stabile russo (dal 1756 al 1761), prima di essere allontanato per via delle sue tendenze antitiranniche da Caterina II, trascorrendo gli ultimi anni in totale miseria e dimenticato da tutti.
Fu l'editore della rivista « Trudoljubimaja pčela » (L'ape laboriosa, 1759): tra i redattori spicca il nome di Aleksandr Onisimovič Ablesimov.
Per quanto concerne i suoi ideali politici Sumarokov è alquanto contraddittorio, in quanto a livello teorico elabora l'idea di una società equa e solidale, mentre a livello pratico giustifica il divario ed il privilegio della nobiltà.
È citato come massone nei registri del 1756. 

## La poetica
Nella sua carriera di poeta-scrittore Sumarokov non trascurò alcuno stile poetico. Fu autore di nove tragedie: tutte improntate al più rigido classicismo, poiché furono scritte in esapodia giambica (solitamente caratteristica metrica del poema epico russo) a rima baciata, attenendosi alla teoria dei tre stili letterari (alto, medio e basso) di Michail Vasil'evič Lomonosov. Inoltre, le sue tragedie ebbero tutte un numero ridotto di personaggi ma – fatto da non sottovalutare – ogni figura rappresentata da Sumarokov era portatrice di un'idea salda o di un principio morale. Perché il raggiungimento del bene attraverso la morale a livello privato e la politica a livello pubblico fu fondamentale nella poetica di Sumarokov.
Nell'estetica delle sue opere elabora le norme del classicismo: il dominio della ragione, il concetto di bene sociale e privato e le passioni come generatrici di caos.
Le sue nove tragedie, su temi della storia e della leggenda russa, furono composte secondo i modelli francesi di Racine e Corneille, oltre che a ispirarsi a Metastasio e a Voltaire. Generalmente, nelle sue opere prevalse la figura del sovrano malvagio che ostacola la felicità di una coppia di innamorati, trasformando il suo legittimo potere in pura tirannia. Pertanto, non fu affatto casuale che i suoi personaggi spesso sono tratti dalla storia russa, evidentemente a sottolineare la situazione oppressiva imposta dallo Zar.
Nel 1744 la sua notorietà fu all'apice, tanto da potergli consentire di sfidare Lomonosov e Vasilij Kirillovič Tredjakovskij in una tenzone letteraria: i tre poeti pubblicarono anonimamente la propria traduzione del Salmo 143 dove spettò ai lettori la scelta del migliore (sfida vinta da Lomonosov).
Nota era la sua divergenza di idee con il maestro Lomonosov: egli prediligeva la stilistica e la forma del linguaggio al contrario di Sumarokov che violava le norme del classicismo, soprattutto per quanto riguarda lo stile, preferendo la trasmissione del linguaggio. Infatti, ricercava una lingua priva di ambiguità, semplice, piana e soprattutto unitaria e capace di esprimere qualunque cosa. Usò spesso il verso "alessandrino". Nei suoi brani fu palese il diretto appello al sovrano per la richiesta dei diritti dei nobili piccoli e medi (i cosiddetti dvorjane erano i proprietari terrieri nobili dell'istituto delle pomest'e). Ovvero sollecitava la libertà negli affari di questi ultimi, la tutela dei loro averi, e più attenzione e giustizia nell'apparato burocratico.
A dimostrazione di ciò, ecco che Sumarokov rivolse a Caterina II-Astraea (1762) una lista di "desiderata" in forma apologica:
(A.P. Sumarokov, Ode to the Empress Catherine the Second on her Name Day, 24 Novembre 1762,  trad. dall'inglese)
All'inizio del 1763, appena incoronata, Caterina II organizzò un grandioso spettacolo teatralizzato come primo evento della sua politica culturale. Accanto alla mascherata in forma di processione – denominata la "Minerva Trionfante" (versi di  Michail Matveevič Cheraskov, cori di Sumarokov e regia di Fëdor Grigor'evič Volkov, in programma nel "Teatro di Mosca") –, Sumarokov, se da un lato voleva rappresentare i vizi che la nuova corte della Zarina avrebbe soppresso (ovvero la confusione, lo sfruttamento, la pessima burocrazia, ecc..), dall'altro lato tentava di esprimere il senso del trionfo e dell'elogio verso la nuova Corte, introducendo appositamente nello spettacolo una sua ode dal titolo "Coro al mondo rovesciato" (Xop кo npeбpamнomy cбemy; ingl. Chorus to the Perverted World).
"Coro al mondo rovesciato" in sostanza illustrava un mondo dove non vi era la corruzione o la falsità; parlava di una corte estranea all'ipocrisia, di burocrati estranei alle ruberie, di un commercio trasparente, di una servitù della gleba esercitata con moderazione, di libertà di pensiero e di religione e di una società istruita, dove tutti i figli dei nobili andavano regolarmente a scuola. Le speranze di Sumarokov vennero però subito sconfitte da Caterina II con la censura della sua opera, poiché portatrice di ideali rivoluzionari.
Delle dodici commedie, scritte da Sumarokov nell'arco di ventidue anni aspirando forse di diventare l'emulo russo di Molière, vanno ricordate almeno Il tutore (Opekun, 1765), La lite inutile (Pustaja ssora, 1769),  Il cornuto immaginario (Rogonosec po voobraženiju, 1772).

## Tragedie
- Chorev (1737) (on-line, ed. 1801 in francese)
- Amleto (Gamlet, 1748)
- Sinav i Truvor (1750) (on-line, ed. 1802 in francese)
- Artistona (Aristona, 1750)
- Semira (1751) (on-line, ed. 1802 in francese)
- Jaropolk e Demiza (1758) (on-line, ed. 1802 in francese)
- Vyšeslav (1768)
- Il falso Demetrio (Dmitrij samozvanec, 1771) (on-line, ed. 1806 in francese)
- Mstislav (1774)

## Edizioni italiane
- Il Sinaw e Truwor: tragedia: atto primo;  trad. dal russo di Osvaldo Perini, Verona, Tip. di C. Noris, 1882. (come Alessandro Sumorokow)
- Due tragedie; volgarizzate da Osvaldo Perini, Verona, Tip. ed. C. Noris, 1885. (come Alessandro Sumorokow)